# Carcinus aestuarii
Carcinus aestuarii is een krabbensoort uit de familie van de Carcinidae. De wetenschappelijke naam van de soort is voor het eerst geldig gepubliceerd in 1847 door Nardo.